# Medaljen for Udmærket Lufttjeneste
Medaljen for Udmærket Lufttjeneste er en dansk medalje indstiftet den 30. maj 1962. Medaljen kan tildeles piloter eller andre besætningsmedlemmer efter en lang og flot karriere der har tjent som et inspirerende eksempel for andre, eller ydet en fortjenstfuld indsats ved en enkelt lejlighed under særligt kritiske forhold, især ved redning af menneskeliv og materiel ved en koldblodig og dristig indsats hvor der ikke blev taget en utilbørlig risiko for eget eller besætningsmedlemmers liv og førlighed.
Tildeling af medaljen foregår efter kongelig resolution efter Forsvarsministerens indstilling.
Medaljen er rund, af sølv og er på forsiden præget af kong Frederik 9.s navnetræk omkranset af teksten "For udmærket lufttjeneste". Bagsiden er præget af teksten "Fortjent". Medaljen er ophængt i et rødt og hvidt diagonalstribet krydsbånd. Tildeles medaljen for 2. gang, påhæftes det pågældende værns mærke på et spænde i sølv på medaljens krydsbånd og i modsætning til andre medaljer må denne bæres til civil påklædning til højtider.
Medaljen er skabt af medaljør Harold Simonsen og bliver præget af Den Kgl. Mønt.

## Eksterne links
- Forsvarets historie: Medaljen for Udmærket Lufttjeneste
- Retsinformation: Cirkulære om tildeling af medaljen for udmærket     lufttjeneste i forsvaret
- Forsvaret: Forsvarets medaljer
- Ordenshistorisk Selskab: Båndguide